# Julian Weber (Autor)
Julian Weber (* 2. August 1967 in München) ist ein deutscher Manager, Interessenvertreter, Wissenschaftler, Dozent, Autor und Berater im Bereich der Automobilentwicklung und Mobilität.

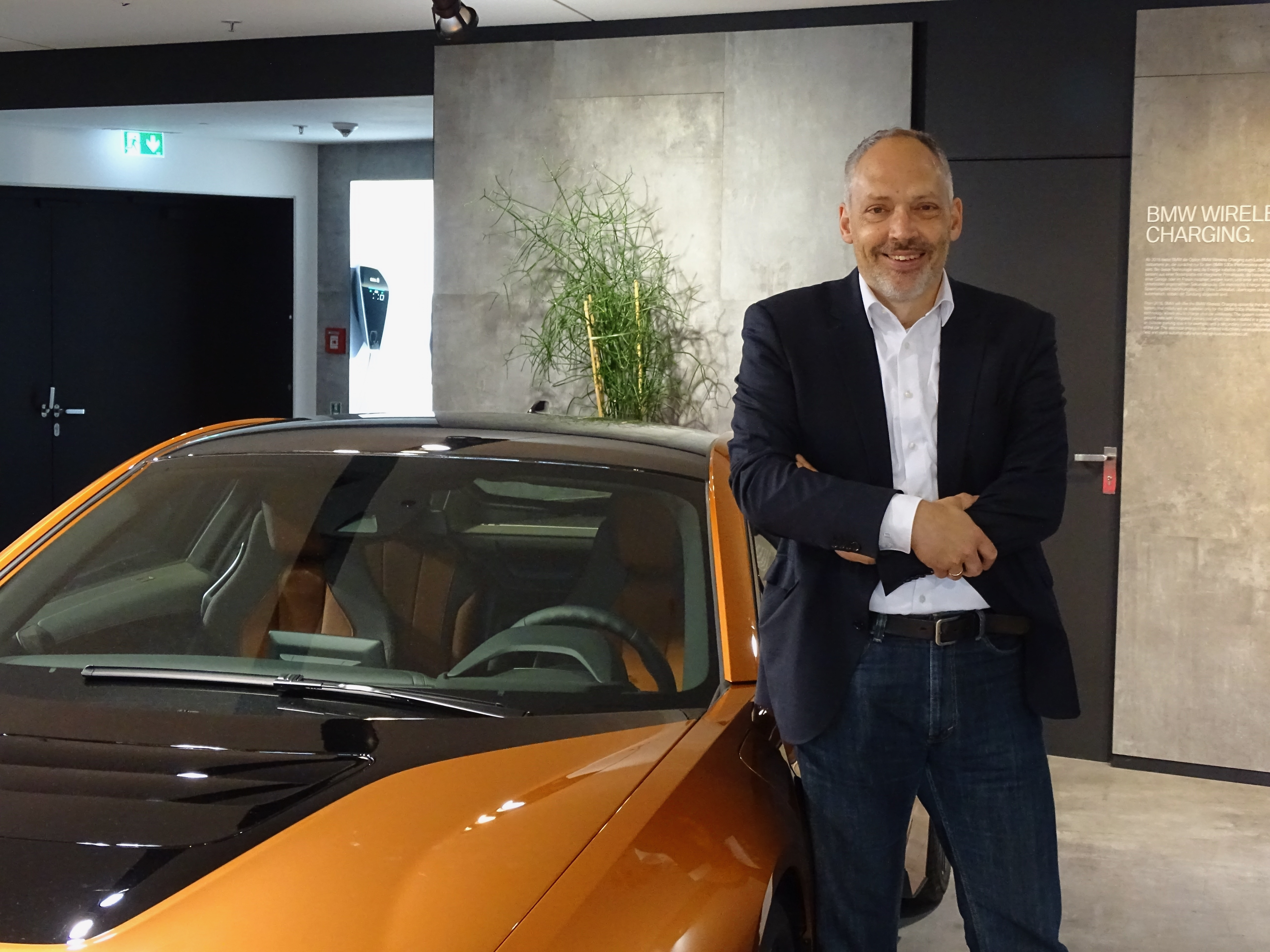
Julian Weber in der BMW Welt

## Werdegang
Weber studierte von 1987 bis 1992 Konstruktion und Entwicklung an der TU München. Von 1992 bis 1996 war er wissenschaftlicher Mitarbeiter am Institut für Werkzeugmaschinen und Betriebstechnik (wbk) der Universität Karlsruhe (TH) und promovierte dort 1997 bei Dieter Spath über Virtual Reality in der Produktentwicklung.
1997 trat er in die BMW AG ein. Dort war er von 2010 bis 2017 im project i für Innovationsprojekte im Bereich der Elektromobilität verantwortlich.
Seit 2018 ist er als selbstständiger Berater für Mobilität, Digitalisierung und Automobilentwicklung tätig. Er ist Beirat für die Firma PeerCharge. sowie für die Kompetenzgruppe Mobilität im eco – Verband der Internetwirtschaft.
Seit 2023 ist er beim Verband der Automobilindustrie e.V. (VDA) als Senior Consultant im Fachbereich Fahrzeugdaten, Cybersecurity und künstliche Intelligenz tätig.

## Tätigkeit als Wissenschaftler, Dozent und Autor
Nach seiner Tätigkeit als wissenschaftlicher Mitarbeiter leitete Weber ab 1997 Forschungsprojekte zu Automobilentwicklungsprozessen. Seit 2006 hält er an der Clemson University (USA) die Vorlesung „Automotive Development Processes“ und ist dort seit 2008 Adjunct Professor. 2009 erschien sein Fachbuch „Automotive Development Processes“, das 2015 in chinesischer Sprache neu aufgelegt wurde.
Ab 2010 leitete Weber anhand der MINI E und BMW ActiveE Testflotten eine Reihe Forschungsprojekte im Bereich der Elektromobilität, u. a. zum Nutzerverhalten bei Elektrofahrzeugen und zur Zweitnutzung von Fahrzeugbatterien. Er hält Vorträge und Gastvorlesungen und ist Herausgeber, Co-Autor und Autor von Büchern und wissenschaftlichen Veröffentlichungen zum Themenfeld Mobilität.